# كوينسي هاو
كوينسي هاو (بالإنجليزية: Quincy Howe)‏ هو مقدم برامج إذاعية وصحفي أمريكي، ولد في 17 أغسطس 1900 في بوسطن في الولايات المتحدة، وتوفي في 17 فبراير 1977 في نيويورك في الولايات المتحدة بسبب سرطان الحنجرة.